# Fader
 (juin 2021).
Si vous disposez d'ouvrages ou d'articles de référence ou si vous connaissez des sites web de qualité traitant du thème abordé ici, merci de compléter l'article en donnant les références utiles à sa vérifiabilité et en les liant à la section « Notes et références ».

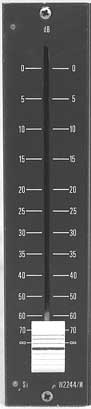
Fader vintage Siemens.

Un fader (une tirette en français) est un bouton de commande rectiligne réglant le niveau d'un signal électronique. Il se trouve principalement sur les tranches de console de mixage. La position basse (proche de l'opérateur) correspond à une atténuation à l'infini (coupure du signal), la position haute (éloignée de l'opérateur) correspond habituellement à un gain unitaire (0 dB, transmet le signal sans changer le niveau). Le 0 dB indiqué sera alors −10 dB par rapport au niveau unitaire transmis dans le bus master[Quoi ?]. Dans les consoles de mixage bas de gamme, il se peut que le gain maximal soit +10 dB. La courbe des faders est logarithmique.

## Utilisation
Le fader est un des éléments principaux d'une console de mixage. Il permet de faire varier le niveau de chaque source sonore sur chaque voie de la console afin de procéder au mixage des différents signaux entrants. Les signaux source se mélangent sur des canaux de sortie dont une autre tirette, permettant de régler le niveau de sortie sans changer l'équilibre des sources. La ou les tirettes des sorties principales sont appelées master fader (« tirette principale »)).
Les tirettes sont aussi les interfaces de contrôle dans les consoles gradateurs utilisés pour faire varier l'intensité la lumière dans les théâtres.

## Histoire

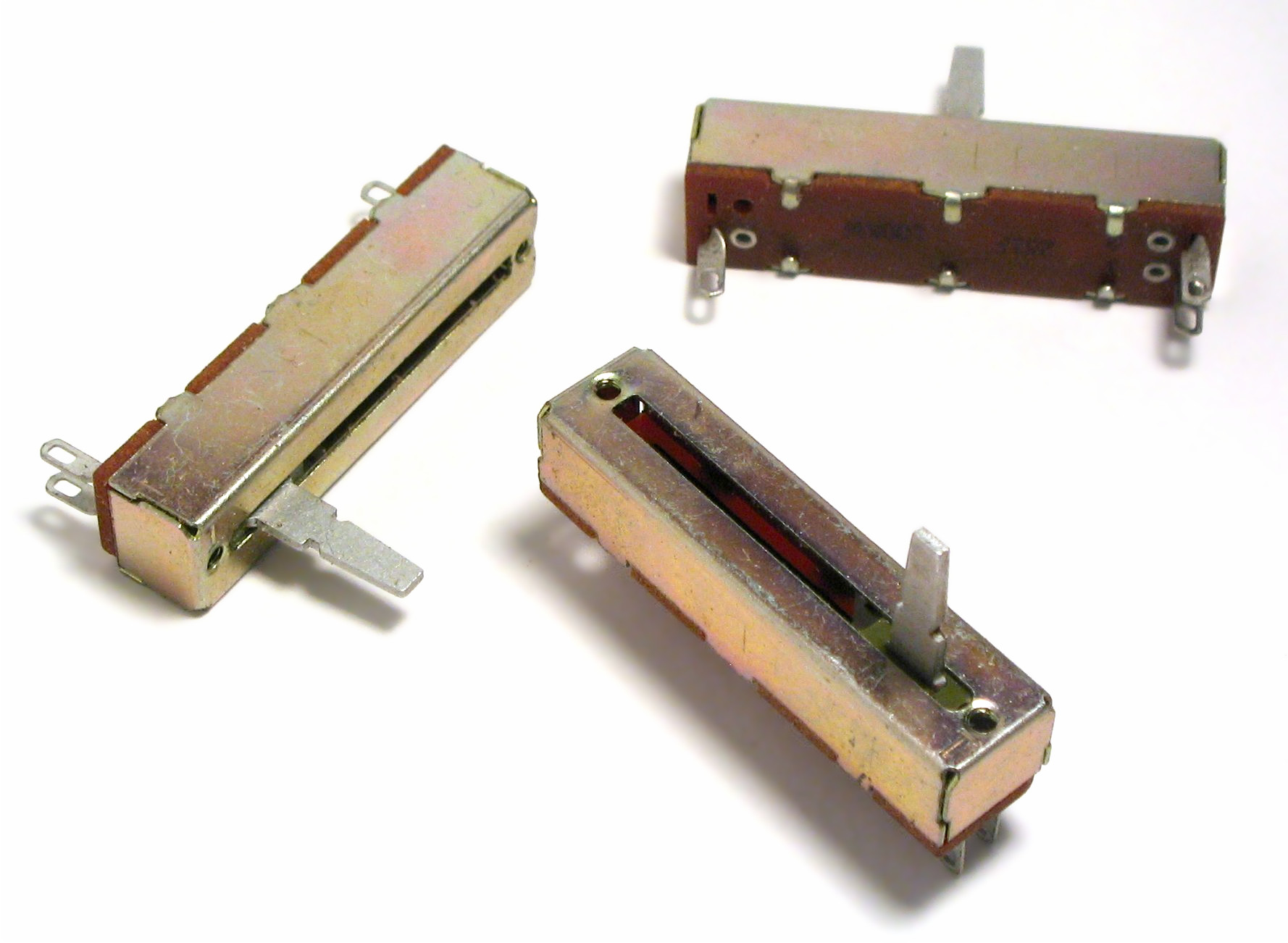
Potentiomètres rectilignes (faders).

L'avantage des commandes rectilignes sur les commandes rotatives est connu dans de nombreuses applications industrielles. La position actuelle de la commande se voit d'un coup d'œil et se sent au toucher. On construit d'abord des leviers quart-de-tour actionnant un potentiomètre rotatif normal par un engrenage, puis on gagne de la place avec un petit chariot et une transmission par courroie. À partir de cette idée, des potentiomètres à piste rectiligne sont fabriqués. Les tirettes remplacent les potentiomètres rotatifs pour les commandes de niveau principales à partir des années 1970[réf. nécessaire].
La fabrication des potentiomètres rectilignes n'est pas plus difficile que celle des potentiomètres rotatifs, mais ils souffrent de leur longue fente où glisse la tige du bouton, par laquelle peut rentrer la poussière, qui provoque des craquements dans le signal lorsqu'on change la position de la tirette. Il est d'autre part difficile de fabriquer des potentiomètres dont la courbe suit rigoureusement une norme ; or, dans l'application fader, il faut que le niveau d'atténuation corresponde à la graduation imprimée, et surtout qu'il n'y ait pas de différence perceptible entre deux voies où la tirette est au même niveau. Il en résulte un large écart de qualité et de prix entre les modèles destinés au grand public et ceux utilisés pour les consoles professionnelles[réf. nécessaire].
L'apparition du VCA (voltage controlled amplifier), amplificateur commandé en tension, permet de dissocier le chemin du signal audio de ses circuits de commande. La commande, plus exposée aux poussières et aux accidents, ne reçoit plus qu'une tension continue[réf. nécessaire].

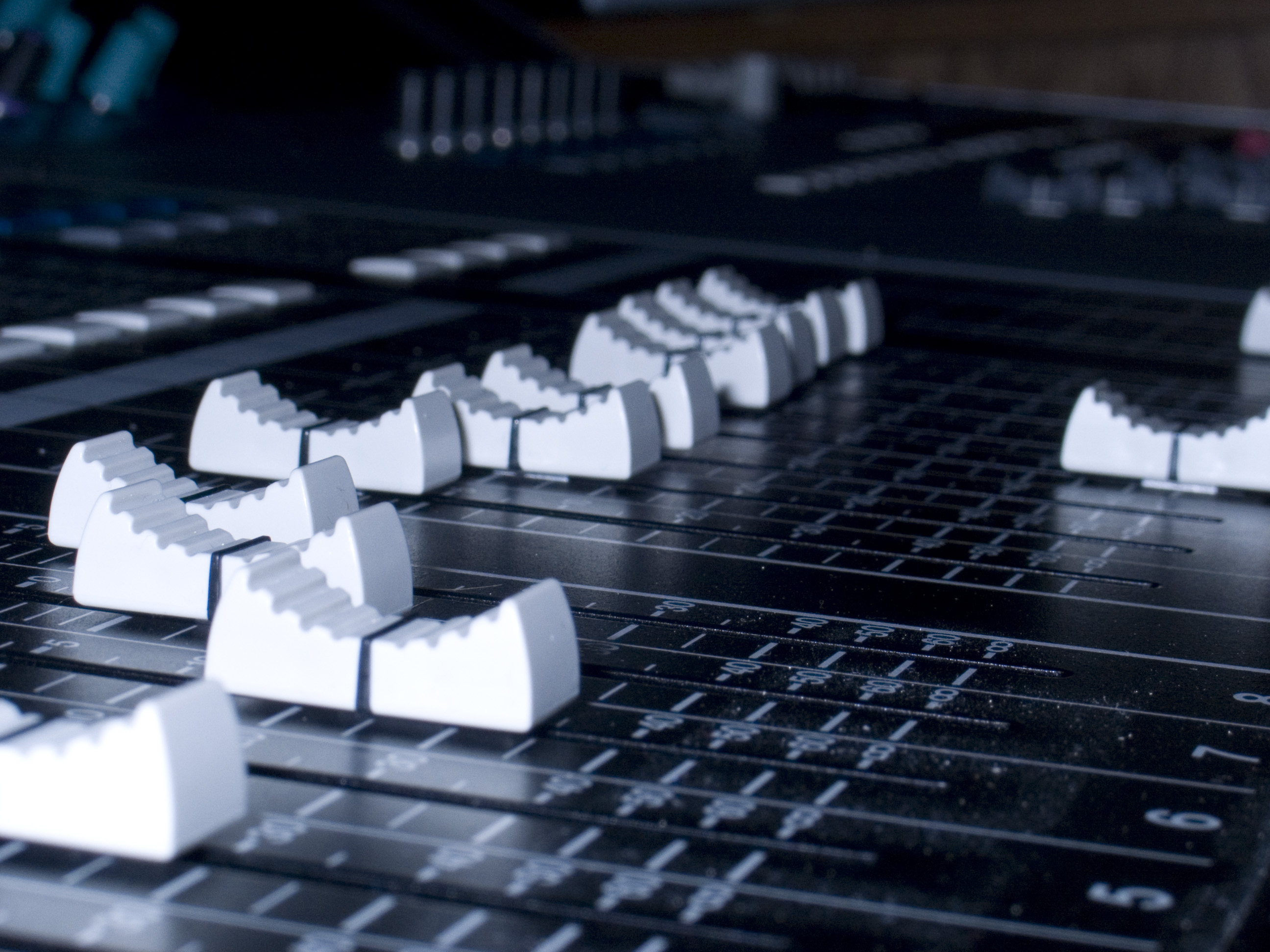
Groupes de faders d'une console Yamaha M7CL.

La taille croissante des consoles de mixage fait surgir l'intérêt pour l'automation. Pour y parvenir, les tirettes sont équipées de capteurs de position pour l'enregistrement et de servomoteurs pour la reproduction des positions. Cette solution est à la fois moins coûteuse et plus fiable ; elle permet de changer facilement l'affectation de la commande. Dans une console moderne, une tirette a souvent plusieurs fonctions, selon la configuration. On trouve désormais des tablettes de contrôle d'applications audio informatiques équipées de plusieurs faders, et des interfaces complètes communiquant avec les machines par une interface MIDI ou Ethernet.